# Örményország művészete

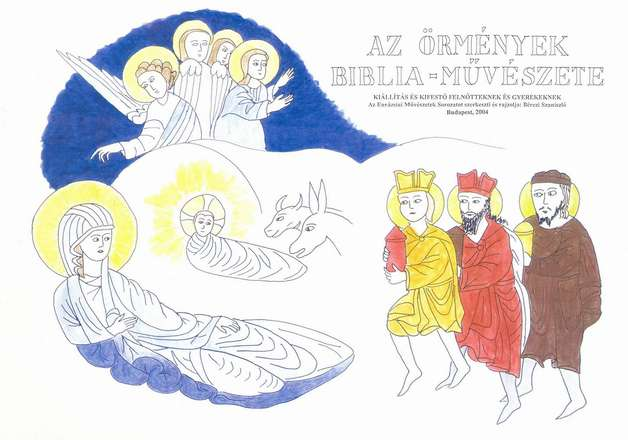
Az örmények Biblia-művészete című kiállítási füzeten a Háromkirályok jelenetét látjuk.

Az örmény művészet  a Kaukázus déli részén elterülő Örményország művészete. Előzményeit lásd: Urartu művészete, Mezopotámia művészete, bizánci művészet.

## Művészeti ágak szerint

### Építészet
A Bagratida királyok idején, Ani, az akkori ország fővárosa az Ezeregy Templom Városa elnevezést viselte. Az örmény építészet egyik legszebb temploma az aktamári Szent Kereszt templom, melyet a Jáki templomhoz lehetne hasonlítani. Egy kis szigeten maradt fönn, amely a Van-tó közelében található. Itt, Gagik király egykori székhelyén, minden elpusztult a háborúkban. A külső falán és a belső festményeken és mozaikokon is az Ótestamentumból vett jelenetek keverednek a mezopotámiai és szkíta szimbólumokkal és az Újszövetség jeleneteivel, mely talán magyarázatot ad a fennmaradására. Egyrészt az Ótestamentum az iszlámnak is része, másrészt a területet elfoglaló törökök az eurázsiai művészeti örökség emlékanyagát is megőrzésre érdemesnek érezték.

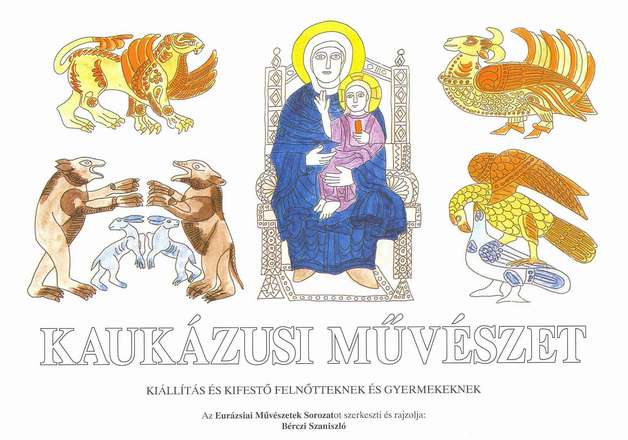
Részlet az aktamári templom külső falán végig futó kőfaragásokból, Manuel örmény szobrász 10. századi alkotásaiból, a Kaukázusi művészet című füzet borítójáról.

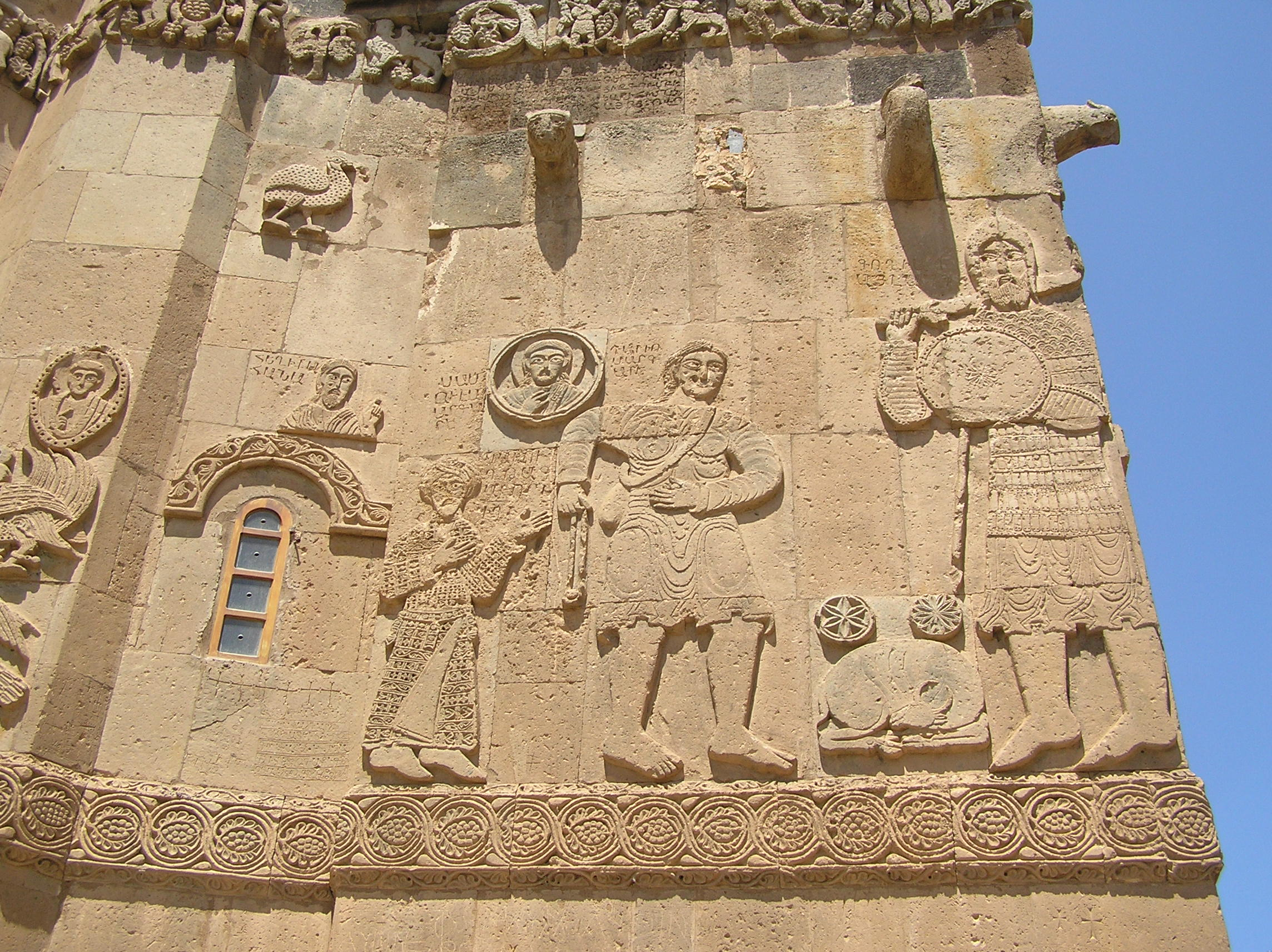
Dávid és Góliát harca: részlet az aktamári templom külső falán végig futó kőfaragásokból

Az aktamári templom 915 és 922 között épült föl. Építésze egy Manuel nevű szobrász, festő és építész volt, talán mondhatjuk őt az örmény Michelangelónak is. Több méteres emberi és állati alakok népesítik be a templom falát mind a négy égtáj felé néző homlokzatán. Az egyik sorozat Jónás történetét mutatja be faragásain. Az ószövetségi történet elmondja, hogy Jónást, aki az Úr parancsa ellenére nem akart Ninivébe menni, a hajósok a vihar lecsendesítésére a tengerbe dobják. A cethal azonban partra veti, s megmenekül. Ekkor ismeri föl az Úr kegyelmét, s megy el mégis Ninivébe, s jelentkezik a város királyánál, ahogyan a felső sor jelenetén látjuk. Ez a jelenetsor a templom déli falán látható, s a nyugati falszélen kezdődik.

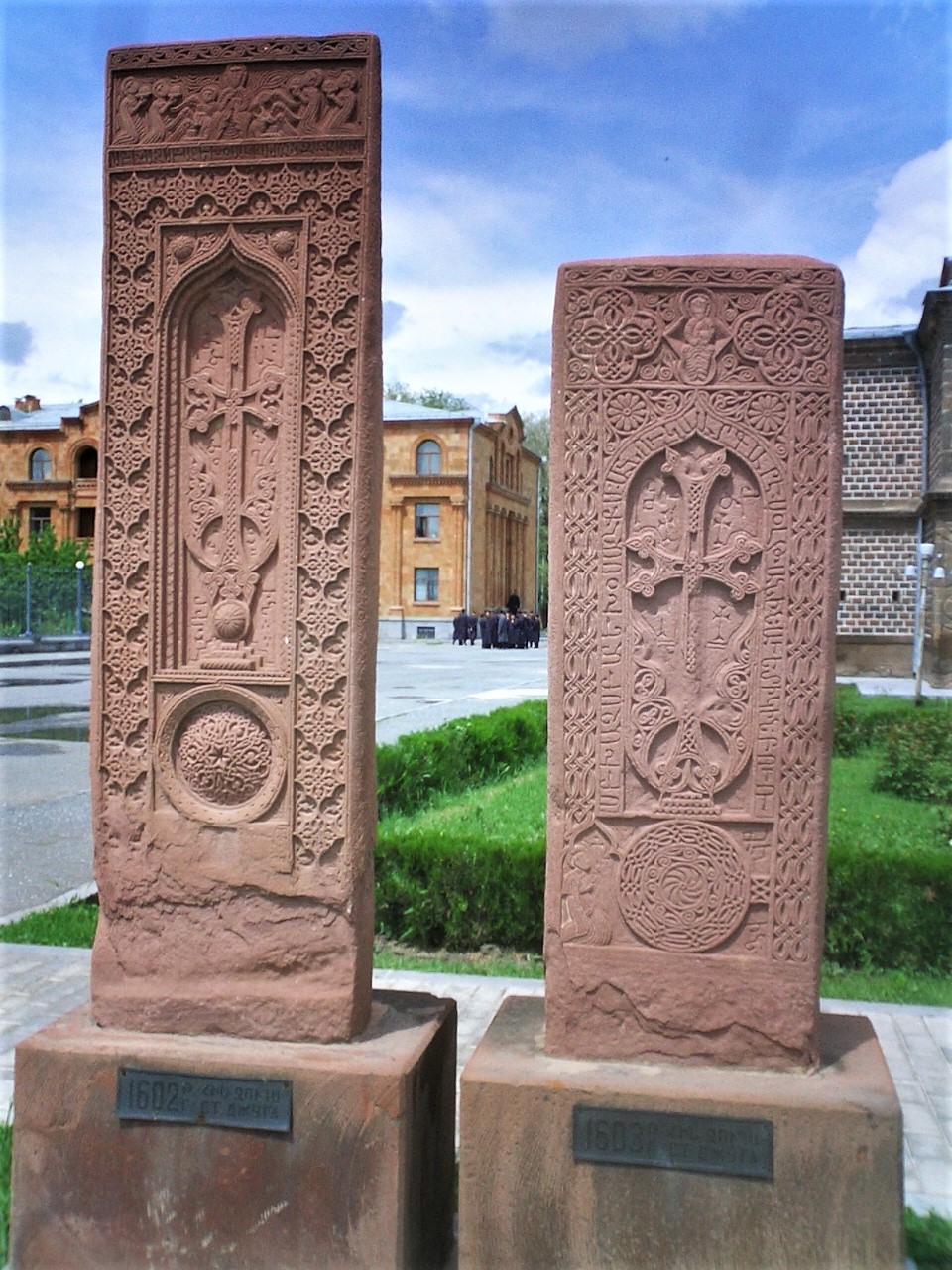
Az örmény építészet társművészete a kőfaragóművészet. A sírkövek, a kacskárok, szinte csipke gazdagságúra vannak kifaragva.

Az északi falon, a kereszthajón láthatjuk Ádámot és Évát. Balról a Paradicsomban együtt állnak, jobbról már a kígyó kísérti Évát. Érdekes az, hogy a kígyónak négy lábat faragott a szobrászművész. Ennek a jelenetsornak a folytatásaként három páncélos lovast ábrázolt a művész. Az első lovas azonban Szent Tódor. A képsor zárásaként egy, a sztyeppei művészetből ismert állatküzdelmi jelenetet láthatunk. Az aktamári templom körbefutó jeleneteit rendszeresen megszakítják ezek az ősi hagyományokból származó állatküzdelmek, medvék birkózása, kimérák. Kiemelkedő alakja a sorozatnak Szűz Mária, az ősi istenanya a kisdeddel, egész Eurázsia talán az egyik legelterjedtebb ábrázolása a megfeszített Krisztus golgotai jelenete mellett. A Madonnától jobbra ismét egy állatküzdelmi jelenetpárt látunk. Ősi jelképek csodálatosan szép együttese az, ami a világörökség részévé teszi Aktamár templomát.

### Kódexfestészet
Az örmény művészetnek egy másik gazdag területe a kódexekben fönnmaradt festmények világa. Az evangéliumos-könyvek ugyanazt a szerepet töltötték be kicsi méretű képeikkel, mint a templom díszítése a nagyméretű szobrokkal, falfestményekkel: az írásbeliség helyett a képek erejével tanította meg az embereket a jóra és a szépre.
A kódexek iniciáléval való díszítésének hagyománya valószínűleg az egyiptomi (kopt) papiruszokon fönnmaradt írások sorközi figurális díszítéseire vezethető vissza időben. A szöveget kézzel írták s a szövegbe helyezett alakokat ki is színezték, változatossá téve így az írott lap képét. Az ókori Alexandriában és Rómában is kedveltté vált a miniatúrák elhelyezése a szövegben. A keresztény Biblia másolása a kopt kereszténységben, aztán a szír és az örmény ősegyházi bibliamásolatokban és a bizánci művészetben is megjelent már a Kr. u. 5. században. 

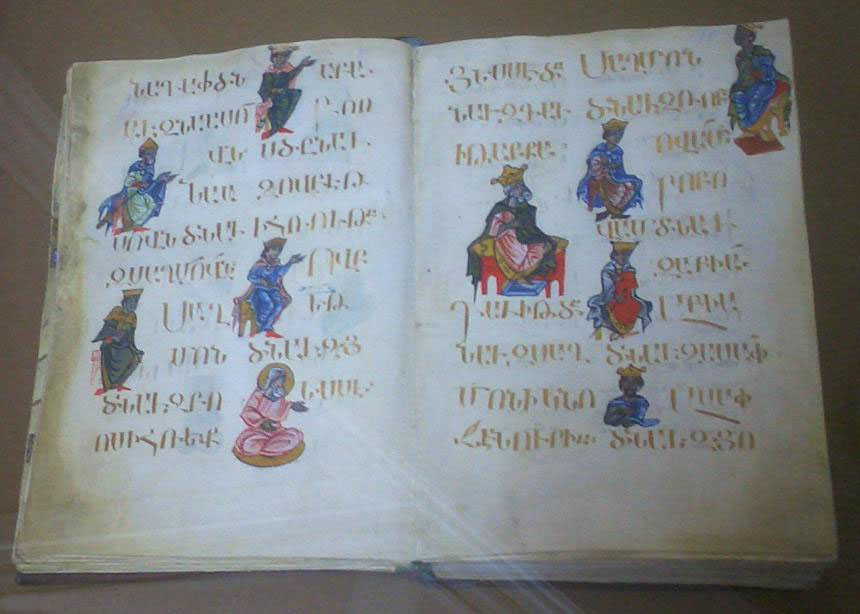
Részlet egy díszített örmény Biblia-kódexből.

Az örmények Biblia-művészete a harcos történelmi korszakok közötti békésebb időkben bontakozott ki.  Fénykorát azonban a 13.-14. században élte ez a művészeti ág. Addigra több régi örmény történelmi tartományban jelentős alkotó közösség jött létre. A kódexfestő iskolák közül a Vaszpurakán tartományban (délen, a Van-tó környékén), az Artszakhi tartományban (északon a Szevan–tó környékén) valamint a kilíkiai tartományban működött iskolák a legjelentősebbek. Ezekre jellemző volt a vonalas rajz és az egyszerű, jól áttekinthető ábrázolási mód.

## Külső hivatkozások
- Aktamár
- Ani
- Kaukázusi művészet füzet